# Дьяченко, Сергей Григорьевич
Сергей Григорьевич Дьяченко (1944 — 1 ноября 2008, Рим) — советский и итальянский музыкант, скрипач, дирижёр и музыкальный педагог, крупный коллекционер старинных скрипок, контрабандист.

## Музыкальная деятельность
В 1962 году поступил в Московскую консерваторию по классу скрипки.
Ученик Д. М. Цыганова. По классу дирижирования — ученик Ильи Александровича Мусина в Ленинградской консерватории, а также, по сообщениям прессы, учился у Караяна и Ойстраха.
Преподаватель Московской консерватории, а также преподаватель по классу скрипки Государственного музыкально-педагогического института имени Гнесиных. Преподавал камерный оркестр и руководил Камерным оркестром Московской консерватории. Дирижировал и другими оркестрами, включая зарубежные, гастролировал в 1990 году по Италии с камерным оркестром «B-A-C-H». По непроверенным сведениям, работал с иностранными студентами.
По сообщениям в СМИ, Дьяченко — лауреат нескольких международных конкурсов, однако их названия не упоминаются. Достоверно известно, что Дьяченко занял 5 место на XIV Конкурсе скрипачей им. Паганини (Генуя, 1967)
Утверждается, что Дьяченко был победителем Международного конкурса дирижёров им. Герберта фон Караяна, а также руководил оркестром в Риме в 1990-х и 2000-х годах.
В Риме Дьяченко руководил музыкальным учебным заведением Accademia Serguej Diatchenko (Accademia «Art Music» under Maestro S. Diatchenko). В числе учениц — дочь Маша Дьяченко (итал. Masha Diatchenko, родилась 1994 году в Риме), известная в Италии молодая скрипачка.
Есть также сведения о том, что он работал в римской консерватории Санта-Чечилия.

## Контрабанда музыкальных инструментов
В 1986 году один из народных судов Москвы признал С. Г. Дьяченко виновным в контрабанде и спекуляции в особо крупных размерах. Дьяченко обеспечивал вывоз антикварных музыкальных инструментов из СССР, экспедитором выступал гражданин США Питер Д’Ория (Peter H. D’Oria). Скрипки снабжались поддельными этикетами, наклеенными поверх оригинальных, и вывозились за границу под видом более дешёвых инструментов. В Москву же перевозились скрипки с подменными этикетами более дорогих инструментов.
Д’Ория был задержан в аэропорту Шереметьево при попытке вывоза в США скрипки Гальяно под видом скрипки работы Л. Сториони. Эксперт обнаружил подлог, у Д’Ории в бумажнике был найден также подменный этикет на скрипку Гварнери дель Джезу. Д’Ориа дал следствию показания на своего сообщника Дьяченко, который был признан организатором преступного вывоза инструментов. Помимо вышеназванных, внимание контрабандистов привлекли скрипки мастеров Гара и Санто Серафино. Согласно сообщениям в прессе, вывезти за рубеж предполагалось и скрипку работы Штайнера — одну из двух, находившихся в СССР. Скрипка позже была передана в музей и снова поучаствовала в шумном деле в 1996 году, когда её украли.
Дьяченко как организатор был осуждён на 7 лет заключения, Д’Ория — на 3 с половиной года, согласно сообщению в газете «Советская Россия» в августе 1986 года. Это сообщение было передано и в ряде зарубежных СМИ. Несмотря на осуждение на 7 лет в 1986 году, СМИ утверждают, что к своей смерти в 2008 году Дьяченко более 20 лет жил в Италии. В то же время на сайте Муниципального камерного оркестра Екатеринбурга «B-A-C-H» утверждается, что в 1990 году Дьяченко работал там, и дирижировал этим оркестром на московских гастролях, а затем был его дирижёром в турне по Италии.

### Последствия
Весной 1987 года был издан приказ Министерства культуры СССР, изменяющий порядок вывоза культурных ценностей за пределы СССР. Согласно утверждаемой приказом инструкции, для временного вывоза смычкового инструмента за рубеж необходимо оформить на него и на смычок паспорта, где указана фамилия владельца, название инструмента, надпись на этикете, перечислены характеристики инструмента (размеры дек, обечайки, головки, цвет лака, особые приметы). Паспорт содержит фотографии инструмента, подпись эксперта и печать организации, выдавшей этот документ. Разрешение на временный вывоз может получить только старинный инструмент с паспортом, и на таможне в него ставятся отметки о ввозе и вывозе инструмента.
Даже спустя многие годы после событий этот случай контрабанды культурных ценностей оставался одним из самых известных и неоднократно вспоминался в прессе.

## Мошенничество с продажей фальшивых инструментов и самоубийство
В 1990-х годах С. Дьяченко жил в Италии, был довольно известным исполнителем, дирижёром, а также музыкальным педагогом. Он славился и как профессионал, и как учитель, бравший относительно малую плату за свои уроки (25 евро в час). В 2008 году в полицию обратился один из учеников Дьяченко. По словам 33-летнего ученика, он купил у преподавателя скрипку работы Гуаданьини 1784 года за 650 тысяч евро. Такую сумму ученик смог заплатить, поскольку попал в автокатастрофу и получил страховку по инвалидности. Инструмент, однако, как показала экспертиза, был произведён позже в Германии, и его рыночная стоимость составляла около 3 тысяч евро. Ранее ученик купил у Дьяченко скрипку Гаспаро да Сало за 120 тысяч евро и к тому моменту не отдал за неё деньги.
В конце октября 2008 года при передаче обратившимся в полицию учеником денег, которые он задолжал за скрипку Гаспаро да Сало, Дьяченко был арестован. В его доме было найдено почти 200 музыкальных инструментов, большая часть которых была приобретена в магазинах Германии за суммы, вряд ли превышающие 3-5 тысяч евро, также среди них были две оригинальные антикварные скрипки. Сам Дьяченко играл на Страдивари.
Дьяченко признал мошенничество и сказал, что часть скрипок он купил на римском блошином рынке у Порта Портезе, продавал он их как антикварные за 20-80 тысяч евро. Следствие выявило ещё ряд случаев аналогичного мошенничества со стороны Дьяченко. Пострадавшими названо 6 его учеников: 4 итальянца, кореец и голландец. Перед тем, как взять деньги, Дьяченко позволял покупателям несколько недель пользоваться инструментом, что вызывало доверие, как сообщил прессе один из учеников. Полиция полагала, что жертвами мошенника были десятки студентов.
Вечером Дьяченко лег спать, а ночью на 1 ноября 2008 года жена обнаружила его повесившимся.